# Parapatan
Parapatan is een bestuurslaag in het regentschap Majalengka van de provincie West-Java, Indonesië. Parapatan telt 2106 inwoners (volkstelling 2010).